# Eidenbruch bei Gusenburg
Das Naturschutzgebiet Eidenbruch bei Gusenburg liegt auf dem Gebiet der  Ortsgemeinden Gusenburg und Grimburg im Landkreis Trier-Saarburg in Rheinland-Pfalz. Das etwa 14,9 ha große Gebiet, das mit Verordnung vom 26. Juli 1999 unter Naturschutz gestellt wurde, erstreckt sich südwestlich von Gusenburg und nordöstlich von Grimburg. Am östlichen Rand des Gebietes verläuft die Landesstraße L 147. Als Schutzzweck wird „die Erhaltung, Wiederherstellung und Entwicklung des für die Hunsrück-Hochfläche typischen Feuchtgebietes“ angegeben.